# Адміністративно-територіальна реформа в УРСР (1957—1960)
Адміністративно-територіальна реформа в УРСР 1957—1960 років мала на меті децентралізацію та укрупнення районів, внаслідок чого в цілому було скасовано одну область (Дрогобицьку) і 184 райони та утворено 2 нові райони (ліквідовано 14 міських та утворено 1 район).
У союзних республіках СРСР ця реформа — скасування районів малим числом, але щорічно — продовжувалась з 1957 (та/або навіть з 1956-го, як, наприклад, у деяких республіках — МРСР, БРСР, або навіть з 1955 — в Карело-Фінській, Литовській, РРФСР, Азербайджанській, Таджицькій та Узбецькій РСР) по 1962 рік (по листопад 1962 р. включно).
З 1953 р. до 1955 р. в УРСР було ліквідовано 52 сільських райони.

## Опис
Попередньо у вересні 1956 року передано на розгляд (до компетенції) виконкомів обласних Рад наступні питання:
- зміна адміністративно-територіальних меж районів у зв'язку з передачею окремих населених пунктів сільських і селищних Рад до складу інших районів в межах області;
- зміна меж міст обласного та районного підпорядкування та селищ міського типу;
- віднесення селищ до категорії міст районного підпорядкування та селищ міського типу;
- утворення нових, об'єднання, ліквідація (зняття з облікових даних), перейменування сільських і селищних Рад і перенесення їх адміністративних центрів;
- об'єднання, привласнення найменувань і перейменування населених пунктів сільської місцевості.

У грудні 1956 року затверджено Положення про порядок віднесення населених пунктів до категорії міст, селищ міського типу і робітничих селищ — віднесення населених пунктів до категорії міст республіканського і обласного підпорядкування проводилося указами Президії Верховної Ради УРСР, віднесення до категорії міст районного підпорядкування, смт і робітничих селищ проводилося рішеннями виконкомів обласних Рад депутатів трудящих.
У лютому 1957 року до відання союзних республік віднесено вирішення питань обласного, крайового адміністративно-територіального устрою (були внесені відповідні зміни до Конституції СРСР — виключена стаття 29; в новій редакції стаття 28 Конституції СРСР проголошувала: «Вирішення питань про обласний, крайовий адміністративно-територіальний устрій союзних республік належить до відання союзних республік»). Тоді ж Пленум ЦК КПРС ухвалив рішення про перехід до територіальних форм управління народним господарством.
У травні 1957 року відповідно із Законом «Про подальше удосконалення організації управління промисловістю і будівництвом в УРСР» з метою децентралізації управління народним господарством ліквідовано ряд міністерств та було утворено 11 адміністративних економічних районів (раднаргоспів) — Вінницький, Ворошиловградський (з 18 березня 1958 року — Луганський), Дніпропетровський, Запорізький, Київський, Львівський, Одеський, Сталінський (з 17 листопада 1961 року — Донецький), Станіславський, Харківський, Херсонський.

У 1960 створили ще 3 раднаргоспи — Кримський, Полтавський, Черкаський.
У травні 1957 року прийнято Положення про місцеві Ради (обласні, районні, міські, районні у місті, селищні та сільські) та постійні комісії місцевих Рад депутатів трудящих Української РСР.
У 1957 році статус селища міського типу отримали понад 125 населених пунктів (містечок) — друга за чисельністю кількість за всі радянські роки (див. Категорія:Населені пункти із статусом смт з 1957).
У 1957—1958 роках перейменовано 141 населений пункт, 8 міських та 2 сільських райони, які названі на честь В'ячеслава Молотова (у тому числі табір «Артек»), Лазара Кагановича, Климента Ворошилова (64 АТО, в т.ч. область), Семена Будьонного (37), Григорія Петровського (28; за винятком Дніпропетровська), Микити Хрущова (6), Дмитра Мануїльського (стосовно останнього актуально було до 1959 року) та Георгія Жукова і Анастаса Мікояна (декілька поселень); наступні масштабні перейменування початку 1960-х років відбувалися в контексті критики культу особи Йосипа Сталіна — 56 назв, що пов'язані з ім'ям Сталіна, в тому числі область, місто (09.11.1961), економічний адміністративний район (див. вище), а також 9 районів (починаючи з листопада 1961 року про перейменування Сталінського району міста Києва, а також райони міст Дніпродзержинськ (21.11.1961, Заводський), Керч (05.11.1961, Ленінський), Запоріжжя (17.11.1961, Жовтневий), Миколаїв (21.11.1961, Ленінський), Одеса (14.11.1961, Жовтневий), Севастополь (05.11.1961, Ленінський), Харків (14.11.1961, Московський) та Сталіно-Заводський район м. Донецька (14.11.1961, Ленінський); окрім того 1959 року був ліквідований Сталінський район Дніпропетровської області; у липні 1956 року Сталінський та Ленінський райони були об'єднані у Ленінський район Львова, у 1959 році ліквідований Сталінський район міста Чернівці, раніше існував також район у Херсоні), 31 населений пункт, 13 виборчих округів, крім цього десятки колгоспів, радгоспів, промислових підприємств, установ та організацій.
Одночасно відбувається укрупнення сільрад (обумовлене укрупненням колгоспів, започаткованого ще з 1950 року) — за 1960 рік скасовано 468 сільських Рад (на 01.03.1954 існувало 16654 сільради; після завершення укрупнення колгоспів (15.10.1954) кількість сільрад скоротилося до 11686 — практично так само, як і колгоспів (на території 8261 сільської Ради вже розміщувалося по одному колгоспу); у 1959 році їх стало 11118, а в 1961 році — 8610 сільських Рад).
Усього за 1959–1965 рр. було знято з державного обліку 9441 населений пункт. Переважно це були малі села, хутори.
Поряд зі зміцненням колгоспів, в перші ж роки після смерті Сталіна селянство було звільнено від надподатку і отримувало реальну можливість розвивати підсобне господарство.

Але Хрущовський час запам'ятався сільському населенню також черговою кампанією проти особистого підсобного господарства. 
Наприкінці 1950-х — початку 1960-х
(1958 — 1963) площі підсобних господарств скоротили на 19 %.

## Перелік ліквідованих районів
| №  | Область                                   | Загальна кількість районів (початкова) | Ліквідовані райони | Ліквідовані райони | Ліквідовані райони | Ліквідовані райони | Всього ліквідовано (по області) | Загальна кількість районів (кінцева) | Докладніше       |
| №  | Область                                   | Загальна кількість районів (початкова) | 1957               | 1958               | 1959               | 1960               | Всього ліквідовано (по області) | Загальна кількість районів (кінцева) | Докладніше       |
| -- | ----------------------------------------- | -------------------------------------- | ------------------ | ------------------ | ------------------ | ------------------ | ------------------------------- | ------------------------------------ | ---------------- |
| 1  | Вінницька область                         | 44                                     | 3                  | 1                  | 8                  |                    | 12                              | 32                                   | адм.-тер. устрій |
| 2  | Волинська область                         | 30                                     | 3                  | 2                  | 6                  |                    | 11                              | 19                                   | адм.-тер. устрій |
| 3  | Дніпропетровська область                  | 28                                     |                    | 2                  | 4                  |                    | 6                               | 22                                   | адм.-тер. устрій |
| 4  | Сталінська область                        | 28                                     |                    |                    | 5                  | 1                  | 6                               | 22                                   | адм.-тер. устрій |
| 5  | Житомирська область                       | 35                                     | 7                  | 1                  | 2                  |                    | 10                              | 25                                   | адм.-тер. устрій |
| 6  | Закарпатська область                      | 13                                     |                    |                    |                    |                    |                                 | 13                                   | адм.-тер. устрій |
| 7  | Запорізька область                        | 23                                     |                    |                    |                    |                    |                                 | 23                                   | адм.-тер. устрій |
| 8  | Станіславська область                     | 36                                     | 5                  |                    | 5                  |                    | 10                              | 26                                   | адм.-тер. устрій |
| 9  | Київська область                          | 35                                     |                    |                    | 4                  |                    | 4                               | 31                                   | адм.-тер. устрій |
| 10 | Кіровоградська область                    | 32                                     | 1                  | 1                  | 6                  |                    | 8                               | 24                                   | адм.-тер. устрій |
| 11 | Кримська область                          | 24                                     | 1                  |                    | 2                  |                    | 3                               | 21                                   | адм.-тер. устрій |
| 12 | Ворошиловградська область                 | 31                                     |                    | 1                  | 5                  |                    | 6                               | 25                                   | адм.-тер. устрій |
| 13 | Львівська область (+ Дрогобицька область) | 57                                     | 4                  | 2                  | 19                 |                    | 25                              | 32                                   | адм.-тер. устрій |
| 14 | Миколаївська область                      | 24                                     | 1                  |                    | 4                  |                    | 5                               | 19                                   | адм.-тер. устрій |
| 15 | Одеська область                           | 38                                     | 4                  |                    | 3                  |                    | 7                               | 31                                   | адм.-тер. устрій |
| 16 | Полтавська область                        | 36                                     | 2                  |                    |                    |                    | 2                               | 34                                   | адм.-тер. устрій |
| 17 | Рівненська область                        | 30                                     |                    |                    | 11                 |                    | 11                              | 19                                   | адм.-тер. устрій |
| 18 | Сумська область                           | 31                                     | 4                  |                    | 3                  | 1                  | 8                               | 23                                   | адм.-тер. устрій |
| 19 | Тернопільська область                     | 38                                     |                    |                    | 8                  |                    | 8                               | 30                                   | адм.-тер. устрій |
| 20 | Харківська область                        | 33                                     | 1                  |                    | 4                  |                    | 5                               | 28                                   | адм.-тер. устрій |
| 21 | Херсонська область                        | 22                                     |                    | 2                  |                    |                    | 2                               | 20                                   | адм.-тер. устрій |
| 22 | Хмельницька область                       | 37                                     | 2                  |                    | 11                 |                    | 13                              | 24                                   | адм.-тер. устрій |
| 23 | Черкаська область                         | 30                                     | 2                  |                    | 7                  |                    | 9                               | 21                                   | адм.-тер. устрій |
| 24 | Чернівецька область                       | 14                                     |                    |                    |                    |                    |                                 | 14                                   | адм.-тер. устрій |
| 25 | Чернігівська область                      | 39                                     |                    |                    | 8                  | 5                  | 13                              | 26                                   | адм.-тер. устрій |
|    | Разом                                     | 786                                    | 40                 | 12                 | 125                | 7                  | 184                             | 604                                  |                  |